# Pape Matar Sarr
Pape Matar Sarr (* 14. září 2002 Dakar) je senegalský profesionální fotbalista, který hraje na pozici defensivního či středního záložníka za anglický klub Tottenham Hotspur FC a za senegalskou reprezentaci.

## Klubová kariéra

### FC Metz
Pape Matar Sarr je odchovancem senegalského klubu Génération Foot, z jehož akademie pochází například také Sadio Mané či Ismaïla Sarr, a 15. září 2020 podepsal pětiletou smlouvu s Metz v Ligue 1.
Za A-tým Metz debutoval 29. listopadu 2020 v zápase Ligue 1 proti Brestu. 31. ledna 2021 vstřelil Sarr svůj první gól v Ligue 1, a to v odvetném utkání s Brestem (prohra 4:2).

### Tottenham Hotspur
Dne 27. srpna 2021 přestoupil Sarr do anglického prvoligového Tottenhamu Hotspur. Sezonu 2021/22 však strávil na hostování v Métách.
Dne 1. ledna 2023 si Sarr konečně odbyl svůj dlouho očekávaný debut v Premier League, a to, když v 80. minutě domácího utkání s Aston Villou vystřídal Yvese Bissoumu.

## Reprezentační kariéra
Sarr debutoval za senegalskou reprezentaci 26. března 2021 v kvalifikačním utkání na Africký pohár národů 2021 proti Kongu. 6. února 2022 vyhrál se Senegalem Africký pohár národů 2021.
V listopadu 2022 byl nominován na závěrečný turnaj mistrovství světa ve fotbale 2022. Na turnaji odehrál poslední čtvrthodinu utkání proti domácímu Kataru v základní skupině (výhra 3:1) a celý druhý poločas osmifinálového zápasu s Anglií (prohra 0:3).

## Statistiky

### Klubové
K 11. únoru 2023
| Klub              | Sezóna  | Liga           | Liga   | Liga | Národní pohár | Národní pohár | Ligový pohár | Ligový pohár | Evropské poháry | Evropské poháry | Celkem | Celkem |
| Klub              | Sezóna  | Liga           | Zápasy | Góly | Zápasy        | Góly          | Zápasy       | Góly         | Zápasy          | Góly            | Zápasy | Góly   |
| ----------------- | ------- | -------------- | ------ | ---- | ------------- | ------------- | ------------ | ------------ | --------------- | --------------- | ------ | ------ |
| Metz              | 2020/21 | Ligue 1        | 22     | 3    | 3             | 1             | —            | —            | —               | —               | 25     | 4      |
| Metz              | 2021/22 | Ligue 1        | 33     | 1    | 1             | 0             | —            | —            | —               | —               | 34     | 1      |
| Metz              | Celkem  | Celkem         | 55     | 4    | 4             | 1             | —            | —            | —               | —               | 59     | 5      |
| Tottenham Hotspur | 2022/23 | Premier League | 4      | 0    | 1             | 0             | 0            | 0            | 0               | 0               | 5      | 0      |
| Celkem            | Celkem  | Celkem         | 59     | 4    | 5             | 1             | 0            | 0            | 0               | 0               | 64     | 5      |

### Reprezentační
K 4. prosinci 2022
| Senegal | Senegal | Senegal |
| Rok     | Zápasy  | Góly    |
| ------- | ------- | ------- |
| 2021    | 4       | 0       |
| 2022    | 8       | 0       |
| Celkem  | 12      | 0       |

## Ocenění

### Reprezentační

#### Senegal
- Africký pohár národů: 2021[7]

### Individuální
- Mladý africký hráč roku: 2022[12]